# نظام تحصيل البيانات والتحكم
نظام تحصيل البيانات والتحكم (بالإنجليزية: Supervisory Control and Data Acquisition)‏ اختصاراً SCADA وتُنقحر إلى سكادا، وهي تشير إلى أنظمة التحكم الصناعي، وهي نظام حاسوبي للمراقبة والتحكم في العمليات، وتتغير طبيعة هذه العمليات طبقاً للأنظمة المعدة لها.

## التطبيقات
1. العمليات الصناعية بكامل اختلافاتها، من تصنيع، وإنتاج، وتوليد كهرباء، وتكرير..إلى آخره.
2. البنى التحتية، كمعالجة المياه، وتوزيعها، وخطوط أنابيب البترول، وخطوط توزيع الكهرباء، وأنظمة الاتصالات الكبيرة.
3. التطبيقات الزراعية وأنظمة الري الحديثة.

## أجزاء نظام السكادا
غالباً ما تتكون أنظمة السكادا من هذه الإنظمة الفرعية:
1. واجهة استخدام للألة (بالإنجليزية: Human-machine interface or HMI)‏ وهي أداة تقدم بيانات مُعالجة لمدير العمليات في واجهة استخدام الألة ومن خلال هذه البيانات المعالجة يقوم مدير العمليات بالمراقبة والتحكم في العمليات.
2. نظام المراقبة العمومي: عن طريق الحاسوب، يقوم بتجميع البيانات عن العمليات ويقوم بإرسال أوامر للتحكم فيها إيضاً.
3. وحدات التحكم الطرفية (بالإنجليزية: Remote terminal Unit RTU)‏: تكون مربوطة بالحساسات المتصلة بالعملية «قياس درجة الحرارة، أو مستوي سائل، أو ضغط مثلا». وتقوم وحدات التحكم الطرفية بتحويل البيانات الخارجة من الحساسات إلى بيانات رقمية، وإرسالها إلى نظام المراقبة العمومي.
4. الاتصال (بالإنجليزية: communication)‏: وهو يربط وحدات التحكم الطرفية بنظام المراقبة العمومي.

### كيف تتم معالجة البيانات؟
إن ما يميز نظام التحكم والمراقبة (scada) هو هيكليته الفريدة التي من خلالها نستطيع أن نقوم بعملية تحصيل البيانات ومعالجتها وذلك من خلال عدد كبير من أجهزة الدخل/الخرج التي يمكن أن تأخذ أشكال متباينة في طريقة تشبيكها لتقدم لنا مع مخدمات متنوعة ومتخصصة في أغراض متنوعة، هذه كلها تشكِّل لنا نظامًا متينًا يقوم بتحصيل بيانات ويساعد في إجراءات التحكم واتخاذ القرارات.
تتلخص وظيفة السيرفرات والحواسيب الموجودة في مراكز السيطرة بالمهام التالية:-
I/O -1- وهي التي تتعامل وتهيئ كل الاتصالات مع أجهزة الدخل والخرج.
Alarm -2- وهي تراقب كل حالات الإنذار سواء كانت تشابهية أم رقمية.
Reports -3:- وهي التحكم وجدولة وإصدار كل التقارير حول عمليات التشغيل.
Trends -4:- ومهمتها تجميع وتدوين وإصدارمنحنيات معبرة.
Display -5:- وهي التي تمثِّل واجهة التخاطب بين العامل والنظام، وهي تتخاطب مع كل المهام التي قبلهاجميعًا من أجل اظهارآخرالمعلومات الجديدة وتنفيذالأوامر.
وهذه المهام تتوزع على السيرفرات المختلفة بحيث يختص كل سيرفر (server) بوظائف معينة ويشارك بالمعلومات بعد معالجتها مع بقية السيرفرات وتعتمد هيكيلية النظام على فكرة مخدمات رئيسية مع طرفيات تدعى بالزبائن وهذا ما يعرف ب (client-server) بمعنى ان يكون أحد الحواسيب أو المعالجات مزود للشبكة (سيرفر) والاخر زبون (كلينت) ويتميز المزود بانه مصدر يجهز المعلومات عند الطلب بينما يقوم الزبون فقط باصدار طلبات لتحصيل المعلومات من السيرفرات والاخير يستجيب للطلب حالا وكلا حسب المهمة الموكلة اليه وعلية لدينا خمسة
أنواع من السيرفرات هي:-
communications with I/O Devices
	Monitoring Of Alarm Conditions
	Report type output
	Trending
	user display
هذا التقسيم بالمهام للمخدمات هومايعطي النظام القوة والاستقرارحيث أن أي خلل في أحد السيرفرات لايؤثر في عمل الآخر.فمثلا يقوم السيرفر I/O بالاتصال مع اجهزة الدخل والخرج نيابة عن بقية السيرفرات ويسمى بالمخدم الرئيس وبقية السيرفرات زبائن لديه ويقوم مخدم الإنذار بتجميع البيانات وترتيبها بعد ان يطلبها من السيرفر الرئيسي (I/o server) وفي حال صدور لائحة بحالات الإنذار فان مخدم العرض (display server) سوف يطلب عناوين هذه البيانات من مخدم الإنذار ليقوم باظهارها للمستخدم وعندمايهم باظهارها سوف يطلبها من مخدم I/O الرئيسي وسيستجيب الاخير فورا ويرسل المعلومات إلى مخدم العرض.